# 23 Skidoo
23 Skidoo est un groupe britannique de musique expérimentale, originaire de Londres, en Angleterre. Au départ proche de la mouvance industrielle incarnée par ses compatriotes Cabaret Voltaire et Throbbing Gristle, le style musical du groupe évolue ensuite vers une dance alternative située dans un registre post-punk.

## Histoire
Formé en 1979 par Fritz Catlin, Johnny Turnbull et Sam Mills, qui sont plus tard rejoints par Alex Turnbull et Tom Heslop, 23 Skidoo s'intéresse aux arts martiaux, à la musique du Burundi, aux sessions du groupe de taiko Kodo, Fela Kuti, The Last Poets, William S. Burroughs, et à la confluence émergente de la musique industrielle, du post-punk et du funk, entendue chez certains groupes comme A Certain Ratio, Throbbing Gristle, Cabaret Voltaire, The Pop Group et This Heat. Le nom du groupe provient d'une phrase mystique issue des œuvres de William Burroughs, Aleister Crowley et Julian Biggs. Le nom du groupe vient d'une expression typiquement américaine signifiant approximativement « dégager », « partir vite ».
Leur premier vinyle 7", Ethics, est publié en 1980, et suivi par le single 12" The Gospel Comes to New Guinea et Last Words qui est produit par Stephen Mallinder, Richard H. Kirk et Chris Watson de Cabaret Voltaire à leur studio, The Western Works de Sheffield. Une  Peel Session est enregistrée le 16 septembre 1981. Leur premier album, Seven Songs, est publié en 1982 et semblerait évoquer l'humidité claustrophobe d'une forêt africaine. L'album se place directement premier des classements indépendants.Seven Songs, qui est enregistré et mixé en trois jours, est co-produit par Tony, Terry et David aka Genesis P-Orridge, et Peter Christopherson de Throbbing Gristle/Psychic TV et l'ingénieur-son Ken Thomas. L'EP Tearing Up the Plans est produit en l'absence des frères Turnbull, qui étaient alors en voyage en Indonésie. Des tensions internes mènent au départ du guitariste Sam Mills et du vocaliste Tom Heslop. Le groupe joue pour la première fois en trio, rejoint sur scène par David Tibet de Current 93, à la première édition du festival WOMAD . Cette performance deviendra la première partie de l'iceberg The Culling Is Coming. L'album mène la presse à considérer le groupe de « trop abstrait ».
1984 assiste à l'arrivée du bassiste Peter « Sketch » Martin après la séparation du groupe Linx. Skidoo recrute la section horn du groupe Aswad pour le vinyle Coup, qui comprend des samples d'Apocalypse Now de Francis Ford Coppola et qui est interpolé avec le morceau Fuck You G.I. de l'album Urban Gamelan (1984). Urban Gamelan fait participer Sketch sur la face une, et sur la face deux le groupe expérimente des percussions metal. Après s'être fait jeté de leur espace de répétition Death Factory, le groupe décide de se consacrer au hip-hop et sur la production et la construction d'un studio, le Precinct 23. En 1987, ils publient la compilation Just Like Everybody qui comprend des morceaux de cette période.
En 1987, les frères Turnbull fondent le label Ronin et publient Jailbreak de l'artiste Paradox, coonsidéré comme le tout premier album de breakbeat. Dans son incarnation la plus récente, Ronin sortira entre autres des morceaux de Deckwrecka, Roots Manuva, DJ Skitz, Mud Family, et Rodney P. Ils signent avec Virgin Records en 1991 et peuvent désormais ériger un nouveau studio avec leur budget. En 2000, ils sortent un album homonyme, qui fait participer Pharoah Sanders et Roots Manuva. Il est suivi par une compilation de singles, The Gospel Comes to New Guinea en 2002, et pour la première fois en CD, des rééditions de Seven Songs et Urban Gamelan. En 2008, le catalogue CD est publié par LTM qui sortira aussi le double-vinyle Seven Songs en 2012. En novembre 2013, le groupe joue au All Tomorrow's Parties de Camber Sands, en Angleterre.

## Discographie

### Albums studio
- 1982 :  Seven Songs  (réédité en CD en 2001)
- 1983 :  The Culling Is Coming (réédité en 1988, L.A.Y.L.A.H.)
- 1984 :  Urban Gamelan (Illuminated, réédité en CD en 2001)
- 1987 :  Just Like Everybody (Bleeding Chin)
- 2000 :  23 Skidoo
- 2002 :  Just Like Everybody Part Two

### Singles
- 1981 : Ethics (Pineapple)
- 1981 : Last Words (Fetish)
- 1981 : The Gospel Comes to New Guinea 12" (Fetish, réédité en CD en 2002)
- 1982 : Tearing Up the Plans (Fetish)
- 1984 : Coup (Illuminated)
- 1984 : Language (Illuminated)
- 1986 : 23 Skidoo vs. The Assassins of Soul (Illuminated)
- 1986 : 400 Blows / 23 Skidoo - Assemblage
- 1988 : Sulphuric Beats '88
- 2000 : Ayu
- 2000 : Dawning
- 2001 : The Gospel Comes to New Guinea / Coup

### Vidéo
- 1984 :  Seven Songs / Tranquiliser I and II - VHS